# Halîna Lozuvatka, Peatîhatkî
Halîna Lozuvatka (în ucraineană Галина Лозуватка) este un sat în comuna Savro din raionul Peatîhatkî, regiunea Dnipropetrovsk, Ucraina.

## Demografie
Componența lingvistică a localității Halîna Lozuvatka
     Ucraineană (94,29%)
     Rusă (3,33%)
     Maghiară (2,38%)
Conform recensământului din 2001, majoritatea populației localității Halîna Lozuvatka era vorbitoare de ucraineană (94,29%), existând în minoritate și vorbitori de rusă (3,33%) și maghiară (2,38%).